# Интегральная фотография

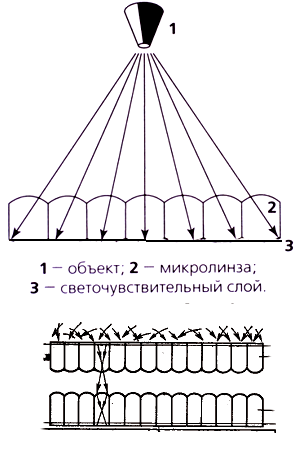
Принцип интегральной фотографии Липпмана. Вверху — техника съёмки негатива, внизу — оптическая печать ортоскопического позитива

Интегральная фотография — автостереоскопическая и многоракурсная технология записи объёмного изображения, позволяющая фиксировать световое поле с помощью двумерного массива микролинз, расположенного перед фотопластинкой или другим светочувствительным датчиком. Каждая из микролинз регистрирует объект съёмки со своего ракурса, соответствующего конкретной точке сенсора, а её действие аналогично работе элементарного фотоаппарата. В результате съёмки на проявленной с обращением фотопластинке образуется массив миниатюрных изображений снятой сцены, каждое из которых неразличимо глазом, но при рассматривании через микролинзовый растр все они складываются в общую картину. 
Полученное в результате мнимое изображение снятых объектов является их оптической копией. Оно обладает стереоскопичностью и многоракурсностью, создавая иллюзию существования снятых предметов, «висящих» на том же расстоянии от светочувствительной поверхности, на котором они находились в момент съёмки. Объём воспроизводится за счёт того, что каждый глаз видит снятый объект со своего ракурса, который зависит от конкретной группы микролинз, участвующих в наблюдении. Точность воспроизведения хода лучей такова, что приводит к такой же аккомодации хрусталиков, как при наблюдении реальных объектов. Технология изобретена в 1908 году Габриэлем Липпманом, и предвосхитила аналогичную по свойствам и возможностям голографию.
Изображение, полученное по технологии интегральной фотографии, называется аспектограмма. Технология получила название «интегральная фотография» потому, что конечное изображение воссоздаётся благодаря суммированию (интегрированию) элементарных микроскопических изображений, записанных всеми микролинзами. Вместо микролинзового растра может быть использован непрозрачный растр с микроскопическими отверстиями. В этом случае каждое отверстие выполняет роль камеры-обскуры. Однако светосила такого растра многократно ниже, чем линзового, и практического применения он не получил.
Из-за того, что изображение на светочувствительном слое рассматривается с оборотной стороны, оно зеркально и обладает псевдоскопичностью, давая «обратный» стереоэффект. Получить прямое ортоскопическое изображение можно в результате оптической печати негатива интегрального снимка на позитивный фотоматериал через такой же микролинзовый растр. Эта технология, предложенная Липпманом, предусматривает, что оптические оси растров негатива и позитива в момент печати должны быть точно совмещены. Однако трудности точного совмещения делают получение полноценных ортоскопичных аспектограмм практически невозможным, ограничивая применение всей технологии сферой лабораторных экспериментов.
Самой большой проблемой остаётся технологическая сложность изготовления микролинзового растра. Необходимость светоизоляции соседних ячеек исключает возможность прессования массива из цельного листа пластмассы, как это реализовано в лентикулярной фотографии. Кроме того, требуется очень высокая разрешающая способность фотоэмульсии из-за сильного увеличения элементарных изображений при обратном синтезе цельной картины. Полноценная реализация интегральной фотографии оказалась возможна методами мультиплексной голографии, изобретённой в 1977 году. С появлением цифровой фотографии в конце XX века принципы Липпмана получили развитие при создании пленоптических камер. В 2010 году японская вещательная корпорация NHK и компания Toshiba продемонстрировали прототипы видеосистем, работающих по интегральному принципу. Изображение в представленной технологии строит растр, состоящий из 250 рядов по 400 микролинз в каждом.